# Simon Antoine Jean L'Huilier

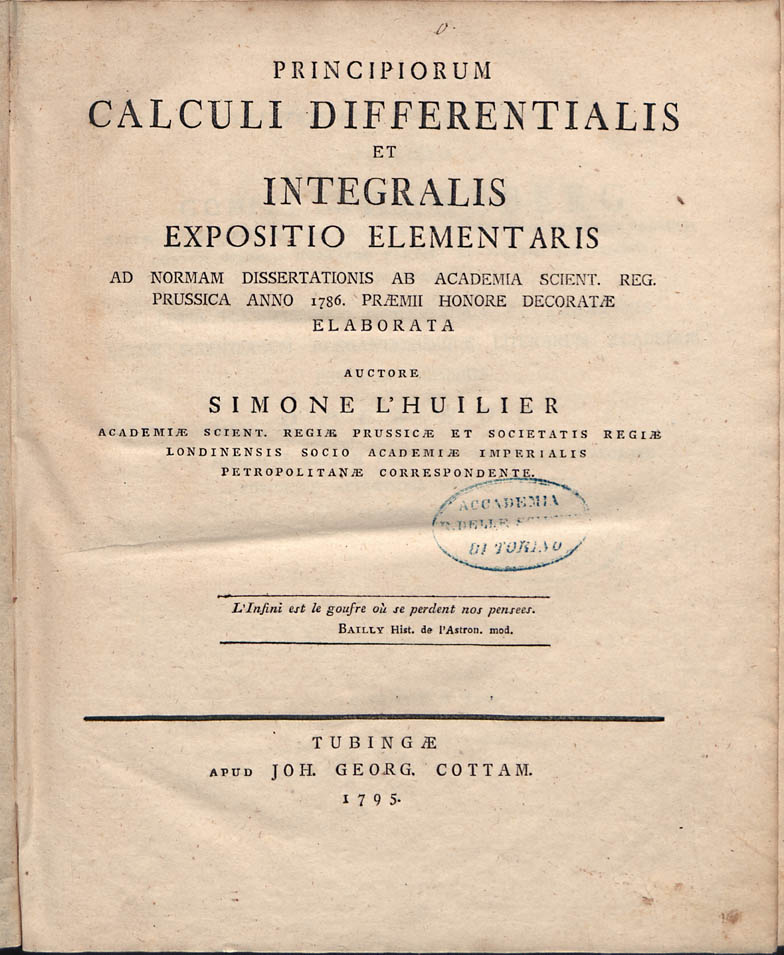
Principiorum calculi differentialis et integralis expositio elementaris, 1795

Simon Antoine Jean L'Huilier (24. dubna 1750 Ženeva – 28. března 1840 Ženeva) byl švýcarský matematik. Pocházel z rodiny francouzských Hugenotů, kteří emigrovali do Švýcarska. Jeho příjmení je někdy psáno též Lhuilier nebo Lhuillier. Věnoval se matematické analýze a topologii. Zobecnil Eulerovu charakteristiku pro rovinné grafy.
Je autorem metody výpočtu plochy obecného n-úhelníku z pravoúhlých souřadnic jeho vrcholů. Příslušné výpočetní vzorce jsou po něm pojmenovány L'Huillierovy vzorce.
V roce 1784 obdržel cenu Pruské akademie věd v oboru matematika. Tato práce byla otištěna v roce 1847 francouzsky (Exposition elementaire des principes des calculs superieurs) a v roce 1795 latinsky.
V květnu 1791 byl zvolen členem britské Královské společnosti.